# Башни Баллимуна
Башни Баллимуна — ряд многоэтажных зданий, построенных в городском районе Баллимун, пригороде Дублина, Ирландия. Основу башен составляет семь пятнадцатиэтажных зданий, кроме того были восьми- и четырёхэтажные здания, построенные в 1960-х годах. В 1980-х годах здания стали символом экономической депрессии в стране. Для развития района было решено снести большую часть зданий.

## Общие сведения
Самые высокие здания получили названия в честь героев ирландского пасхального восстания 1916 года: Патрика Пирса, Томаса Макдоны, Шона Макдермотта, Имона Кента, Томаса Кларка, Джеймса Конноли, Джозефа Планкетта.

## Снос зданий
Компания Ballymun Regeneration Ltd с разрешения городского совета Дублина осуществляла снос зданий. Для определения наиболее подходящих методов сноса и утилизации материалов проводились консультации с агентством по здоровью и безопасности (Health and Safety Authority). Несколько зданий было снесено посредством управляемых взрывов, для чего привлекался ряд экспертов, включая компанию Controlled Demolition Group Ltd. Снос домов проводился с 2004 по 2009 год. Один из рабочих погиб при сносе башни Макдермотта.

## Реакция
Группа U2 в своей песне «Running to Stand Still» из альбома The Joshua Tree упоминает башни Баллимуна в строке «I see seven towers, but I only see one way out» («Я вижу семь башен, но я вижу только один выход.»).

## Общая таблица
| Название          | Строительство | Строительство                                                                                   | Строительство | Снос | Снос | Снос |
| ----------------- | ------------- | ----------------------------------------------------------------------------------------------- | ------------- | ---- | ---- | --- |
| Башня Пирса       | 1             | Построена в 1966 году. Башня была наполовину построена, когда началось строительство следующей. |               |      | 1    | Разрушена в 2004 году техникой. Первоначально планировалось снести башню управляемым взрывом, но уже было построено много сооружений в непосредственной близости от объекта, и от плана было решено отказаться. В связи с небольшой задержкой, было решено провести традиционный ирландский день поминовения (Wake), участником которого была башня Пирса и её бывшие жители. Организатором мероприятия стала компания Axis Arts. |
| Башня Макдона     | 2             | Построена в 1966 году. Одна из самых известных башен.                                           |               |      | 4    | Разрушена в июне 2005 года управляемым взрывом. Разрушение состоялось в воскресенье, 5 июня, в 11:30. Перед этим, ряд официальных лиц города и страны выступили перед 2000 собравшихся. Кнопку нажал 12-летний Оскар Макколи, прапраправнук Тамоса Макдона, чьим именем была названа башня. |
| Башня Кента       | 3             | Построена в 1966 году.                                                                          |               |      | 2    | Снос происходил с сентября 2004 по июль 2005 года. |
| Башня Конноли     | 4             | Построена в 1966 году.                                                                          |               |      | 5    | Разрушена в 2006 году. |
| Башня Макдермотта | 5             | Построена в 1966 году.                                                                          |               |      | 3    | Разрушена в 2005 году управляемым взрывом. Погиб один рабочий. |
| Башня Кларка      | 6             | Построена в 1966 году.                                                                          |               |      | 6    | Разрушена в 2007 году. Перед разрушением в течение месяца с 31 марта по 27 апреля на 15 этаже башни работала гостиница. |
| Башня Планкетта   | 7             | Построена в 1967 году.                                                                          |               |      |      | |